# Elfie Miklautz
Elfie Miklautz (* 1958) ist eine österreichische Kultursoziologin und Universitätsprofessorin. Sie lehrt an der Wirtschaftsuniversität Wien und forscht an den Schnittstellen von Wissenschaft und Kunst.

## Werdegang
Miklautz studierte Soziologie und Philosophie in Klagenfurt und Wien und promovierte 1992 zur sozialen Bedeutung von Artefakten. Als Stipendiatin ging sie den (Mes-)Alliancen zwischen Eigennutz und Selbstlosigkeit nach und forschte u. a. am Warburg Institute in London und in florentinischen Archiven. Ausgezeichnet für innovative Lehre, habilitierte Miklautz 2008 an der Wirtschaftsuniversität Wien zur symbolischen Ökonomie des Gabentausches.

## Forschung
Für ihre häufig interdisziplinären Arbeiten nutzt Miklautz neben kultursoziologischen auch philosophische, kulturanthropologische, ökonomische und kunsttheoretische Konzepte. Nach Analysen u. a. zur symbolischen Ökonomie, zur Produktkultur sowie zur Logik kultureller Felder liegen in jüngerer Zeit die Schwerpunkte ihrer Forschung auf den Creative Industries und in musikästhetischen Sujets, vorwiegend im Spannungsfeld knowledge through art (Erkenntnis durch Kunst). Ihre Schriften und Projekte hierzu gelten als richtungweisend – wie etwa eine dreijährige, prozess- und werkorientierte Kooperation von Wissenschaftlern und Künstlern zum Topos andere räume.

## Schriften (Auswahl)
Als Autorin
- llusionäre Gaben: Zur Logik des "als ob". In: Ingrid Hentschel (Hrsg.): Die Kunst der Gabe. Theater zwischen Autonomie und sozialer Praxis. Transcript Verlag, Bielefeld 2019, ISBN 978-3-8376-4021-2.
- Die Kunst im Unbedachten. Dummheit als Methode. In: wespennest Bd. 174, Wien 2018, ISBN 978-3-85458-174-1.
- Mit Adreis Echzehn: al niente - a dissolution. Thinking in Images and Sounds. In: Paolo de Assis, Paolo Giudici (Hrsg.): The Dark Precursor. Deleuze and Artistic Research, Volume II: Image, Space, and Politics. Presses universitaires de Louvain, Leuven 2017, ISBN 978-9-4627-0118-2.
- Mit Adreis Echzehn: Cultura Morta. Unter Oberflächen. In: wespennest Bd. 168, Wien 2015, ISBN 978-3-85458-168-0.
- aaaaaaaaaaaaa. Musik will uns hören. In: Christian Grüny (Hrsg.): Musik und Sprache. Velbrück, Weilerswist 2012, ISBN 978-3-942393-50-8.
- Spielräume des Unverfügbaren. Figuren des Sich-Zurücknehmens von Musikern. In: Barbara Gronau, Alice Lagaay (Hrsg.): Ökonomien der Zurückhaltung. Transcript, Bielefeld 2010, ISBN 978-3-8376-1260-8.
- Geschenkt. Tausch gegen Gabe – eine Kritik der symbolischen Ökonomie. Wilhelm Fink, München 2010, ISBN 978-3-7705-4970-2.
- Kristallisierter Sinn: Ein Beitrag zur soziologischen Theorie des Artefakts. Profil, München/Wien 1996, ISBN 3-89019-396-X.

Als Herausgeberin
- Mit Wilhelm Berger: Neugier. mehr zeigen. Wilhelm Fink, Paderborn 2017, ISBN 978-3-7705-6065-3.
- Mit Andrea Grisold, Andreas Resch: Kreativ in Wien. Vierzehn Fallstudien im Spannungsfeld von Ökonomie und Kunst. Lit, Berlin 2011, ISBN 978-3-643-50292-6.
- Mit Reinhard Eisendle, Herbert Lachmayer: Die Küche. Zur Geschichte eines architektonischen, sozialen und imaginativen Raums. Böhlau, Wien/Köln/Weimar 1999, ISBN 3-205-99076-5.
- Mit Reinhard Eisendle: Produktkulturen. Dynamik und Bedeutungswandel des Konsums. Campus, Frankfurt a. M./New York 1992, ISBN 3-593-34770-9.